# Robert F. Murphy (Politiker)
Robert F. Murphy (* 24. Januar 1899 in Somerville, Massachusetts; † 9. Januar 1976 in Malden, Massachusetts) war ein US-amerikanischer Politiker. Zwischen 1957 und 1961 war er Vizegouverneur des Bundesstaates Massachusetts.

## Werdegang
Über die Jugend und Schulausbildung von Robert Murphy ist nichts überliefert. Später arbeitete er als Journalist. Gleichzeitig schlug er als Mitglied der Demokratischen Partei eine politische Laufbahn ein. In den Jahren 1944, 1952 und 1960 nahm er als Delegierter an den jeweiligen Democratic National Conventions teil. 1940 war er bereits Ersatzdelegierter zum damaligen Bundesparteitag der Demokraten gewesen. Zwischen 1943 und 1955 saß er als Abgeordneter im Repräsentantenhaus von Massachusetts, wo er zeitweise die demokratische Fraktion leitete. Im Jahr 1954 kandidierte er erfolglos für das Amt des Gouverneurs.
1956 wurde Murphy an der Seite von Foster Furcolo zum Vizegouverneur von Massachusetts gewählt. Dieses Amt bekleidete er zwischen 1957 und 1961. Dabei war er Stellvertreter des Gouverneurs. Nach seiner Zeit als Vizegouverneur arbeitete er bis 1964 als Metropolitan District Commissioner für die Staatsregierung. Er starb am 9. Januar 1976 in Malden.